# Cisbaikal

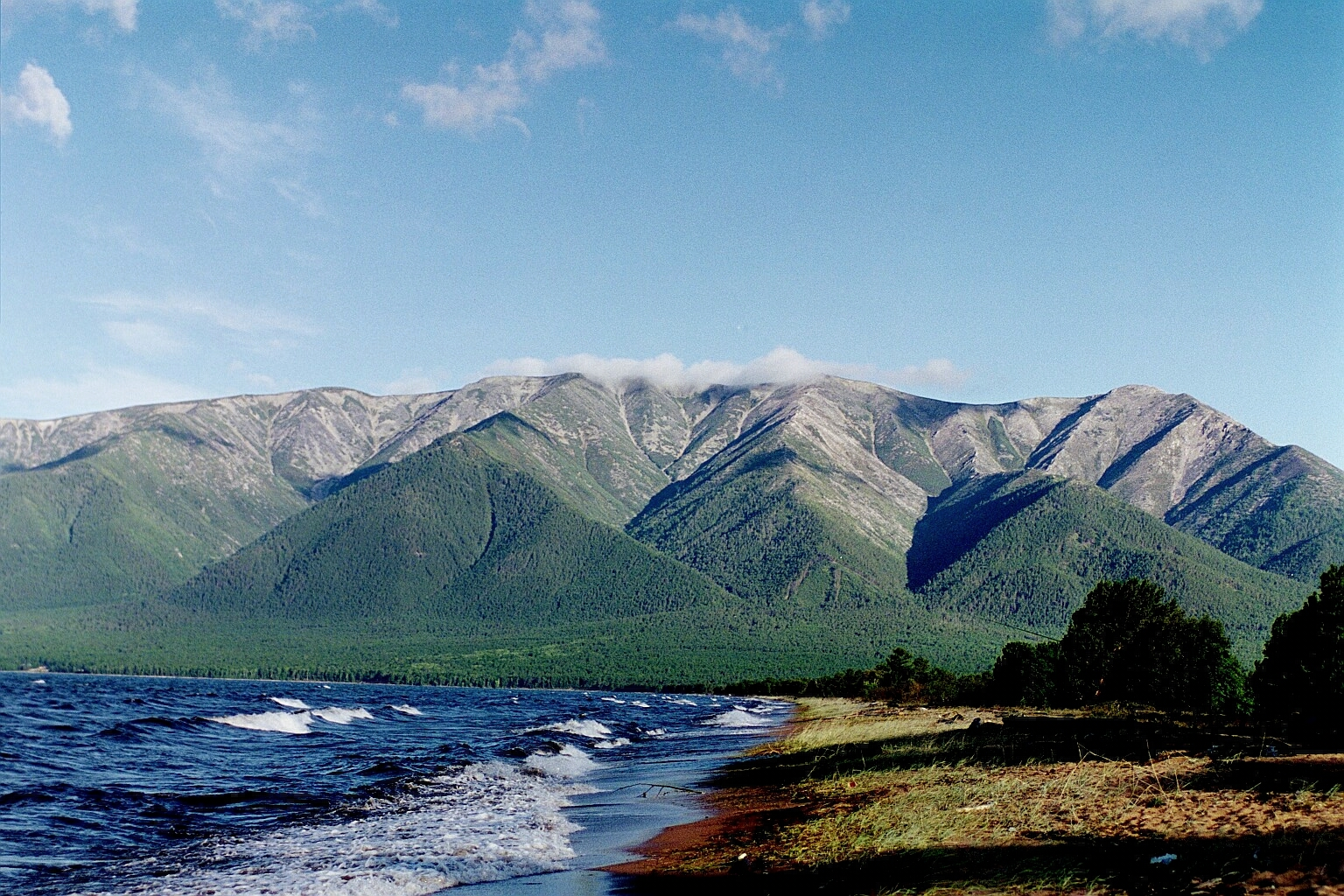
Het schiereiland Svjatoj Nos ("Heilige Neus"; oplopend tot 1.877 meter) aan de oever van het riviertje Bargoezin, aan de oostkust van het Baikalmeer

De Cisbaikal of Cisbajkal (Russisch: Прибайкалье; Pribalkalje) is een bergachtige regio ten westen en oosten van het Baikalmeer, in de Russische autonome deelrepubliek Boerjatië en de oblast Irkoetsk. 
In het gebied bevinden zich het Primorskigebergte, Baikalgebergte, Bargoezingebergte, Ikatangebergte en Dzjidagebergte en de Chamar-Daban en de Oelan-Boergasy. De gemiddelde hoogte varieert tussen de 2000 en 2500 meter. Rivieren die door het gebied stromen zijn onder andere de Selenga, Verchnaja Angara, Bargoezin en de Toerka. Het berggebied wordt overheerst door een landklimaat, met aan de loefzijde een neerslaggemiddelde tot 1200 millimeter per jaar. De begroeiing bestaat met name uit taiga, met op plekken donker coniferenbos. In het gebied bevinden zich voorkomens van goud, mangaan, mica en steenkool.
In het gebied bevindt zich ook Nationaal Park Cisbaikal.